# Ityocephala nigrostrigata
Ityocephala nigrostrigata är en insektsart som först beskrevs av Walker, F. 1871.  Ityocephala nigrostrigata ingår i släktet Ityocephala och familjen vårtbitare. Inga underarter finns listade i Catalogue of Life.